# Mycena pearsoniana
Mycena pearsoniana är en svampart som beskrevs av Dennis ex Singer 1959. Enligt Catalogue of Life ingår Mycena pearsoniana i släktet Mycena,  och familjen Mycenaceae, men enligt Dyntaxa är tillhörigheten istället släktet Mycena,  och familjen Favolaschiaceae. Arten är reproducerande i Sverige. Inga underarter finns listade i Catalogue of Life.